# Молельщики
Молельщики (лат. Iris) — род насекомых из семейства Eremiaphilidae отряда богомоловых.

## Описание
Длина взрослой особи колеблется от 30 до 75 мм: самки в полтора раза крупнее самцов. Окраска, как у многих богомолов, меняется от буро-серой до светло-зеленой. Задние крылья окрашены очень ярко: основной фон красно-оранжевый, от центрального черно-фиолетового пятна расходится сеть концентрических штрихов. Надкрылья и крылья самки укорочены. При опасности принимает угрожающую позу, но, в отличие от обыкновенного богомола не использует её для устрашения добычи. Питается насекомыми вдвое меньшего размера, чем он сам, излюбленной пищей служат мелкие прямокрылые.
Представители рода распространены в Старом Свете, в основном в странах Средиземноморья.
В России встречается 1 вид — ирис восточный, или богомол пятнистокрылый (Iris polystictica), занесённый во многие региональные Красные книги.

## Классификация
На октябрь 2020 года в род включают 14 видов:
- Iris caeca Uvarov, 1931
- Iris deserti Uvarov, 1923
- Iris insolita Mistshenko, 1956
- Iris nana Uvarov, 1930
- Iris narzykulovi Lindt, 1961
- Iris oratoria (Linne, 1758) typus — Богомол-молельщик
- Iris orientalis Wood-Mason, 1882
- Iris persa Uvarov, 1922
- Iris persiminima Otte, 2004
- Iris pitcheri Kaltenbach, 1982
- Iris polystictica Fischer-Waldheim, 1846 — Восточный ирис, или богомол пятнистокрылый
- Iris senegalensis Beier, 1931
- Iris splendida Uvarov, 1922
- Iris strigosa Stoll, 1813